# Met Podujevë-moskee
De Met Podujeva-moskee is een moskee gelegen in Podujevë een stad in het noordoosten van Kosovo. De moskee ligt in het centrum van de stad, vlak bij de oevers van de rivier de Lab.